# Gare de Podleze
 (avril 2023).
Si vous disposez d'ouvrages ou d'articles de référence ou si vous connaissez des sites web de qualité traitant du thème abordé ici, merci de compléter l'article en donnant les références utiles à sa vérifiabilité et en les liant à la section « Notes et références ».
La gare de Podleze (en polonais: Podłęże (stacja kolejowa)) est une gare de chemin de fer en Pologne.

## Histoire
La ligne du Chemin de fer de Galicie permet l'ouverture de la gare en 1856.

## Galerie

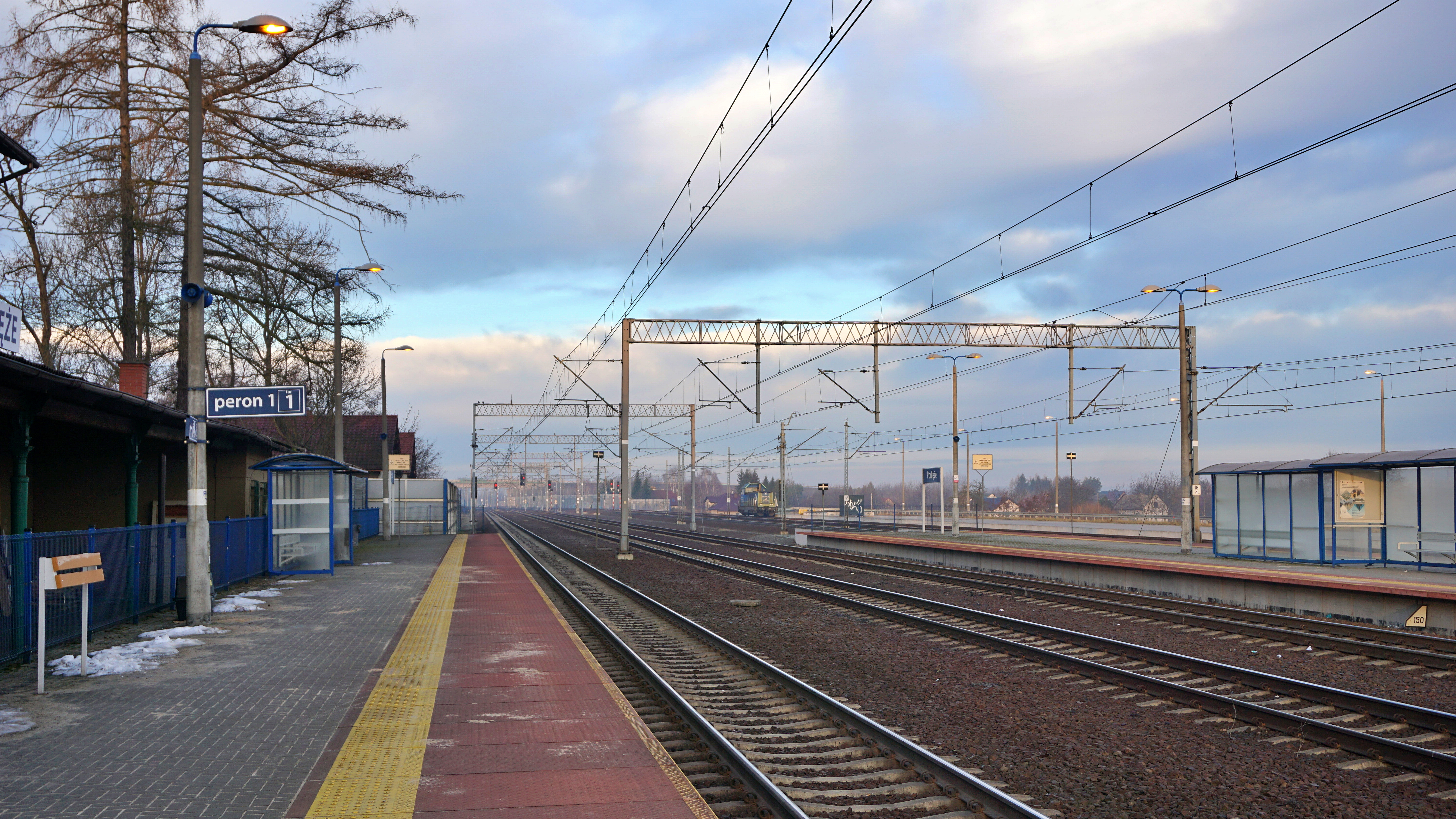
Les voies.
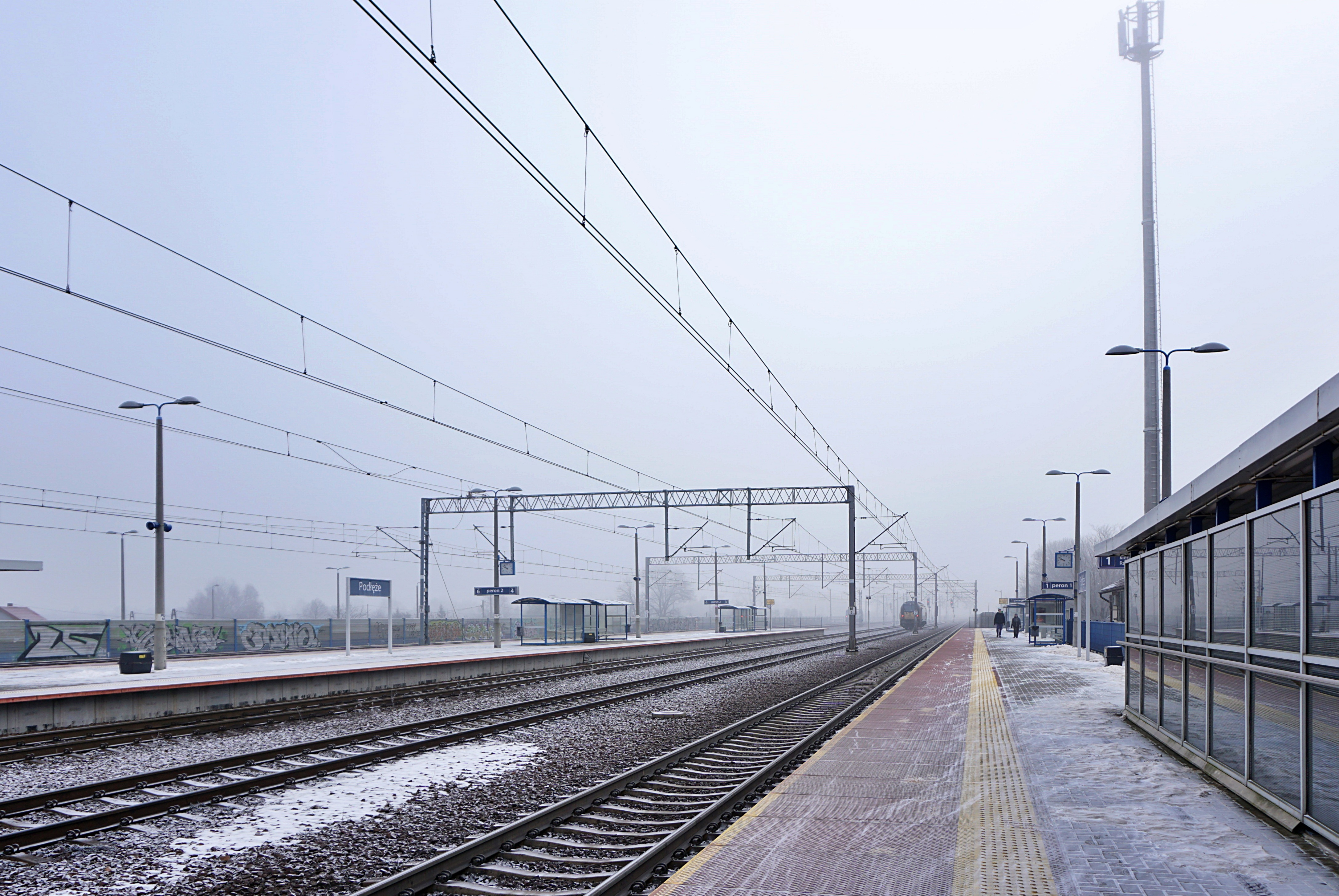
Vue vers l'est